# Gustav Neustädter

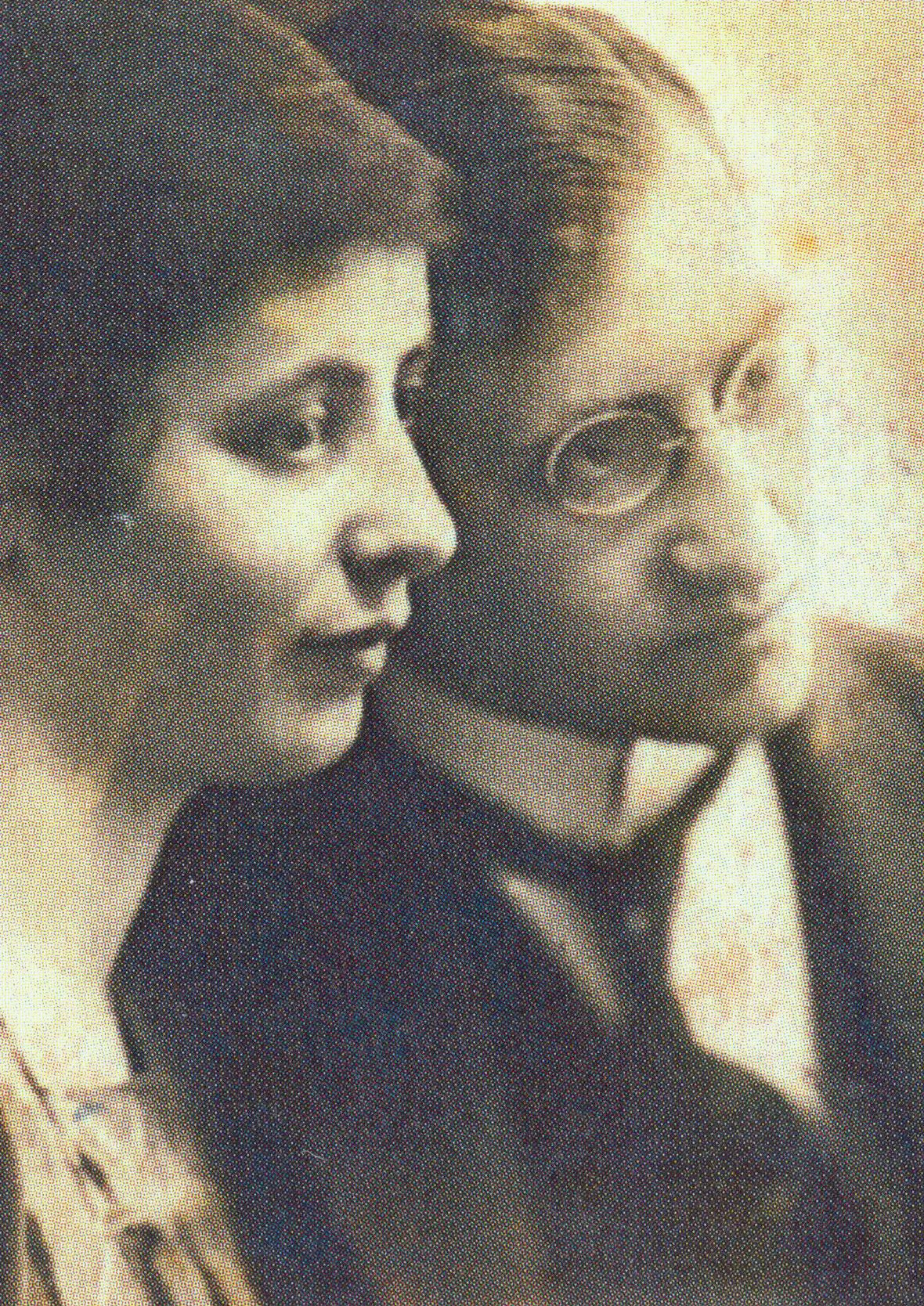
Gustav Neustädter mit Ehefrau Paula im Hochzeitsjahr 1920

Gustav Mordechai Neustädter (* 27. September 1892 in Sulzbürg, heute Ortsteil von Mühlhausen (Oberpfalz); † unbekannt) war der letzte Vorsteher der Jüdischen Kultusgemeinde in Bad Kissingen und Gründer des „Schochtimverbandes Bayern“.

## Leben

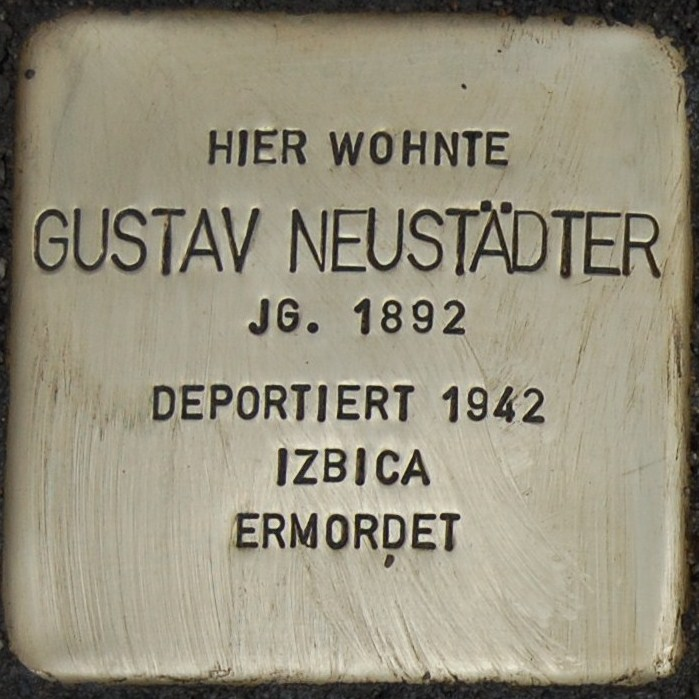
Stolperstein für Judenvorsteher Gustav Neustädter

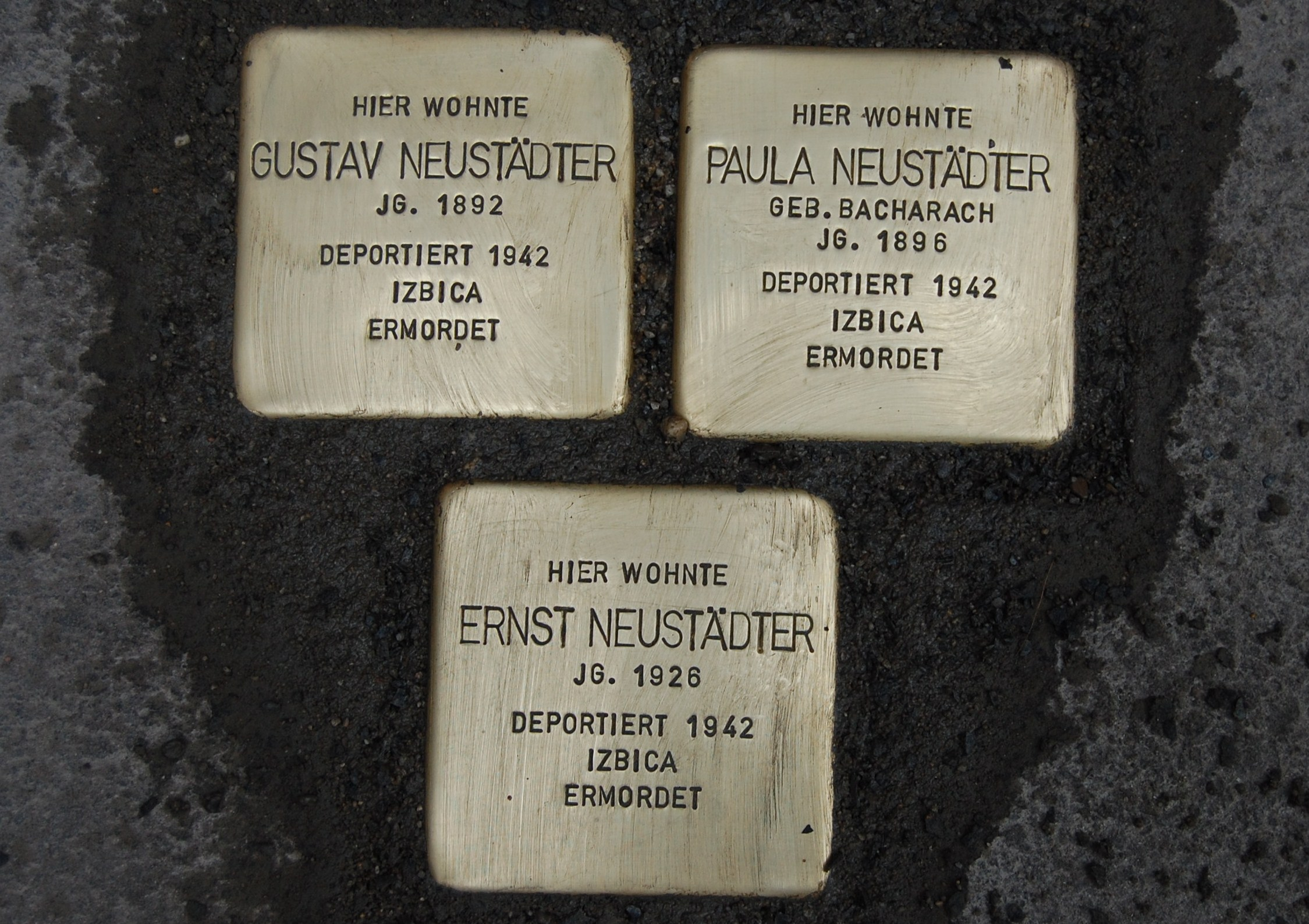
Die drei Stolpersteine für
Gustav Neustädter, Ehefrau Paula
und Sohn Ernst David Neustädter

Neustädter war der Sohn des Viehhändlers Jakob Neustädter (1849–1915) und dessen Ehefrau Jette (1866–?). Nach der Volksschule besuchte er zur Vorbereitung auf das Lehramt für zwei Jahre die Präparandenanstalt in Höchberg, machte 1912 sein Examen in Regensburg und arbeitete dann als Kultusbeamter und Lehrer für jüdische Religion in Cham (Oberpfalz). Nach Ausbruch des Ersten Weltkriegs meldete sich Neustädter im Oktober 1914 als Kriegsfreiwilliger und diente als Gefreiter im 28. Infanterie-Regiment. Für seinen Kampfeinsatz mit dreimaliger Verwundung in 1915 (Lorettoschlacht), 1916 (Ober-Elsass) und 1917 (Putna, Rumänien) erhielt er das Frontkämpferabzeichen.
Im Jahr 1920 heiratete er Paula Bacharach, mit der er drei Kinder hatte. Nach der Hochzeit war Neustädter in Adelsdorf und Maßbach, schließlich seit 1924 in Bad Kissingen tätig. In der Kurstadt war er Schächter, Hilfskantor und Lehrer der jüdischen Gemeinde. Im Mai 1926 rief er erstmals zur Gründung eines „Schochtimverbandes Bayern“ (Schächterverband) auf, dessen Generalversammlung er am 25. Dezember 1927 in Nürnberg durchführte und dessen Vorsitzender er zugleich wurde. Zunächst wohnte die Familie in der Spitalgasse 10, zog dann aber ins Erdgeschoss des jüdischen Gemeindehauses (heute Promenadestraße 2), das neben der damaligen Synagoge stand. Politisch stand Neustädter der konservativen Bayerischen Volkspartei (BVP) nahe.
Als vier Kissinger Nationalsozialisten im Oktober 1928 die Hütte für das jüdische Laubhüttenfest im Hof der Synagoge verwüsteten und das Bad Kissinger Amtsgericht nur milde Geldstrafen gegen die Täter verhängte, forderte Neustädter von der Staatsanwaltschaft Schweinfurt eine härtere Bestrafung und hatte Erfolg. In der Berufungsverhandlung von 1930 wurden die Geldstrafen tatsächlich in Haftstrafen umgewandelt. Doch im März 1933 schlugen die Kissinger Nationalsozialisten zurück: Neustädters Wohnung wurde durchsucht, seine Ferngespräche abgehört, über ihn eine Brief- und Telegrammsperre verhängt.
Nach der Emigration Ludwig Steinbergers, Vater des späteren Physik-Nobelpreisträgers Jack Steinberger, übernahm Gustav Neustädter 1938 dessen Amt als erster Kantor und Lehrer. Am Morgen nach der Pogromnacht von 1938 wurde er zusammen mit 27 anderen Kissinger Juden verhaftet, doch nach einigen Tagen „Schutzhaft“ wieder freigelassen. Während seine Söhne Jakob und Siegfried sofort nach Amerika bzw. in die Schweiz emigrierten, blieben seine eigenen Bemühungen um Ausreise ergebnislos.
Anfang 1939 wurde Neustädter nach dem Tod des langjährigen Vorgängers Nathan Bretzfelder Vorsteher der jüdischen Kultusgemeinde. In dieser Funktion sah er sich am 26. April 1939 gezwungen, die Ruine der in der Pogromnacht ausgebrannten Synagoge für ein Zehntel der ursprünglichen Baukosten – rund 16.000 Reichsmark statt 160.000 RM – mit Gemeindehaus und Grundstück Maxstraße 10 an die Stadt Bad Kissingen zu „verkaufen“. Er selbst musste mit seiner Familie in die Hemmerichstraße umziehen.
Da die jüdische Gemeinde nun keinen Ort für Gottesdienste hatte, beantragte Neustädter bei den Kissinger Behörden, dies in einem gemieteten Zimmer in der Hemmerichstraße tun zu dürfen. Obwohl die Gestapo in Würzburg keine Bedenken hatte, lehnte die Bad Kissinger NS-Kreisleitung diesen Antrag ab. Neustädter bat daraufhin die jüdische Kultusverwaltung in Würzburg um Hilfe, die tatsächlich im Januar 1940 bei der Würzburger Gestapo Erfolg hatte: Die Bad Kissinger Gemeinde, von einst 500 auf nur noch 50 Mitglieder geschrumpft, durfte ihre Gottesdienste in der Wohnung abhalten. Allerdings wurde Neustädter umgehend gezwungen, im Februar 1940 in einer Vorstandssitzung dem Beschluss zur Aufhebung der Selbstverwaltung seiner jüdischen Gemeinde zuzustimmen, diese der „Reichsvereinigung der Juden in Deutschland“ zu unterstellen und damit der Willkür und Kontrolle der Gestapo zu unterwerfen.
Am 24. April 1942 wurde Gustav Neustädter mit Ehefrau Paula und dem jüngsten Sohn Ernst ins Ghetto Izbica bei Lublin deportiert. Wie und wann er dort oder in einem der nahen Vernichtungslager zu Tode kam, ist nicht zu ermitteln. Gustav Neustädter, Ehefrau Paula und Sohn Ernst wurden nach Ende des Zweiten Weltkriegs laut Beschluss des Amtsgerichts Bad Kissingen für tot erklärt. Als Todestag gilt der 31. Dezember 1945.
Am 22. Januar 2010 verlegte der Kölner Künstler Gunter Demnig zur Erinnerung an Gustav Neustädter in Bad Kissingen vor dem damaligen und auch heutigen jüdischen Gemeindehaus (Promenadestraße 2) einen Stolperstein.